# Мухаммед Наджибулла
Мухаммед Наджибулла́ (пушту محمد نجيب الله — Mohammad Najibullāh; 6 серпня 1947, Гардез — 27 вересня 1996, Кабул) — афганський державний і політичний діяч, дипломат, начальник Служби державної інформації (ХАД) (1980–1986), генеральний секретар ЦК НДПА (1986–1992), голова Революційної ради (1986–1987) та президент Афганістану (1987–1992). На посту президента провадив політику «національного примирення», сприяв перетворенню політичного та соціального життя країни. За три роки після виведення радянських військ з Афганістану, 1992 року, уряд Наджибулли було скинуто збройною опозицією. Останні роки проживав на території місії ООН в Кабулі, поки 1996 року не був захоплений, а потім страчений талібами.

## Біографія

### Юність
Мухаммед Наджибулла народився 6 серпня 1947 року в Гардезі в родині державного службовця Ахтара Мухаммеда. За походженням пуштун з клану ахмадзай племені сулейманхель гільзайського племінного союзу. Його родинне коріння знаходиться у провінції Пактія. Пластун та Адріанов у своїй праці «Наджибулла. Афганістан у лещатах геополітики» називають рідним селом Наджибулли селище Мілан. 1964 року Наджибулла закінчив ліцей «Хабібія», після чого вступив на медичний факультет Кабульського університету. 1965 року він вступив до лав НДПА, а з серпня 1971 року — член керівних органів легальної Асоціації студентів Кабульського університету.}}
Студентом Наджибулла активно брав участь у масових антиурядових виступах столичної молоді, за що двічі був заарештований. 1969 року його було заарештовано вперше. На судовому процесі його звинувачували в «участі у протизаконних страйках і демонстраціях», «порушенні громадської безпеки та нагнітанні напруги», а також у «створенні умов для заклику народу до повстання» і «провокуванні заворушень та сутичок з поліцією». У січні наступного року його знову було заарештовано за участь в антиамериканській демонстрації в Кабулі у зв'язку з візитом до країни віце-президента США Спіро Агню. 1975 року він закінчив Кабульський університет за фахом лікар-гінеколог. Того ж року за рішенням фракції НДПА «Парчам» він очолив кабульську провінційну комісію партії зі створення в столиці та провінції чарунок і комітетів Демократичної організації молоді Афганістану.

### Партійна діяльність
Після Квітневої революції Наджибулла увійшов до складу вищого органу республіки — Революційної ради, очоливши Кабульський комітет партії. 28 червня 1978 року Наджибулла був відряджений послом ДРА в Іран. Однак вже у жовтні того ж року, звинувачений разом з іншими лідерами «Парчам» в антиурядовій змові, Наджиб був знятий з посту й позбавлений громадянства. Після цього він був змушений переховуватись у Москві, де перебував аж до введення Радянської армії в Афганістан.
У грудні 1979 року після повернення до країни Наджибулла отримав пост керівника Служби державної інформації (ХАД). 1983 року йому було присвоєно військове звання генерал-лейтенанта.

### На чолі держави
24 листопада 1986 року XX пленум ЦК НДПА прийняв відставку Бабрака Кармаля. Новим головою Революційної ради ДРА 1 жовтня став Мухаммед Наджибулла.

#### Політика національного примирення
30-31 грудня 1986 року в Кабулі відбувся надзвичайний розширений XXI пленум ЦК НДПА, на якому з великою доповіддю виступив Наджибулла. На пленумі були ретельно викладені необхідність та цілі національного примирення, які полягали передусім у встановленні миру й безпеки в країні та припиненні братовбивчої війни. Наджибулла у своїй доповіді запропонував два напрямки: внутрішній та зовнішній. У внутрішній політиці пропонувалось припинити вогонь усіх ворожих сторін з 15 січня наступного року; залучити племінних вождів та місцевих авторитетів племен, Хазараджата й Нурістану до співробітництва з народною владою; перейти до діалогу з політичними силами, які перебували в опозиції, а також сміливо й відкрито встановити контакти зі збройною опозицією та нейтралами; створити необхідні умови та сприяти поверненню на батьківщину афганських біженців.
Політика національного примирення почалась зі звільнення кількох тисяч політичних в'язнів. 15 січня 1987 року афганська армія припинила вогонь з усіх видів зброї. Наджибулла закликав збройну опозицію припинити вогонь з 12 години ночі 15 січня до 12:00 16 липня, але вже за два дні після припинення вогню з боку афганської армії лідери збройної опозиції на нараді в Пешаварі рішуче відкинули мирні ініціативи афганської влади, підтвердивши свій намір вести збройну боротьбу до переможного кінця. Незважаючи на це, за три дні перемир'я на бік народної влади в Гераті перейшли 3,5 тисяч збройних повстанців, у провінції Фарьяб — 500, а до країни повернулись 120 родин афганських біженців. Разом до 10 лютого на бік влади перейшло понад 20 збройних груп загальною чисельністю понад 10 тисяч чоловік, а кількість біженців, які повернулись із Пакистану та Ірану, до середини березня сягнула понад 34 тисяч чоловік.
25 лютого Наджибулла запропонував опонентам зустрітись для перемовин у столиці, або у нейтральній країні з метою обговорення питання щодо створення уряду національної згоди, але противники кабульського керівництва не пристали на цю пропозицію. Афганський лідер, дотримуючись курсу на національне примирення, здійснив нову спробу для реалізації поставленої мети. У липні того ж року в країні було запроваджено багатопартійну систему. Представникам збройної опозиції пропонувалось зайняти державні пости у керівництві країни й надати повноваження самостійно створювати у місцях свого проживання органи влади й забезпечувати на підвладній ним території мир і безпеку. До кінця серпня представники афганської збройної опозиції очолювали 14 повітів та чотири провінції, а до жовтня під контроль уряду перейшло 1600 кишлаків, практично цілком від збройних банд були звільнені провінції Фарах та Німруз, населення яких оголосило їх зонами миру, 30 тисяч повстанців зі 174 збройних формувань та понад 100 тисяч членів їх родин перейшли на бік чинної влади, ще 90 тисяч чоловік повернулись із пакистанських та іранських таборів біженців. Однак при всьому цьому громадянська війна в Афганістані не припинялась. Політика національного примирення відкидалась не лише непримиренною опозицією, але й спричиняла суперечності в самій НДПА, а військово-політична напруженість в країні тільки посилювалась.
З 30 листопада до 1 грудня в Кабулі пройшло засідання Лойї-джирги, в ході якого було затверджено Конституцію Афганістану, нову назву країни — Республіка Афганістан, а Мухаммед Наджибулла був обраний президентом Афганістану. Дотримуючись курсу на національне примирення, Президія Революційної ради наприкінці січня наступного року оприлюднив Указ «Про помилування деяких командирів збройних груп опозиції, яких було раніше заочно засуджено до смертної кари», зокрема, помилувавши польових командирів Ахмад Шаха Масуда, Джелалуддин Хаккані та Ісмаїл-хан. З приходом до влади Наджибулла спробував також змінити відносини, що склались між НДПА та мусульманським духовенством. Афганський лідер і члени керівництва країни почали відвідувати найбільші мечеті Кабула й брати участь у п'ятничних намазах; уряд надавав підтримку в країні Ісламу й духовенству. При президенті була утворена Ісламська консультативна рада, а 13 березня 1988 року Наджибулла оголосив про рішення уряду відкрити Ісламський університет. За період з січня 1987 до лютого 1988 року за рахунок державних коштів у країні було зведено 20 мечетей і 324 знаходилось у ремонті, почала видаватись щотижнева газета «Ершад-є іслам», на потреби 4200 паломників у Мекку й Медину з казни було виділено 313 млн афгані (близько $6,2 млн) та 4,7 млн афгані (близько $93 тис.) для 102 паломників у Кербелу. З іншого боку держава підтримувала діяльність всього 10 медресе, 10 будинків «хранителів Корану», 134 шиїтських молитовних домів і 2 474 мечетей з 15 тисяч у країні. За даними Слінкіна держава забезпечувала зарплатнею близько 20 тисяч служителів культу, а за даними Христофорова тільки 11 500 служителів культу стояли на частковому державному забезпеченні, причому розміри щомісячних виплат муллам в середньому становили від 500 до 2 900 афгані (від $10 до $60), натомість ісламські комітети, організовані опозицією на підконтрольній їй території, сплачували духовним особам щомісячне утримання, що перевищувало урядове втричі.

#### Заколот Таная
У серпні 1989 року в Кабулі було розкрито підпільну диверсійно-терористичну організацію та невдовзі слідству було подано змову з метою усунення чинної влади, де виявились замішаними армійські офіцери. До кінця року були заарештовані сотні чоловік, включаючи кількох генералів афганської армії, що спричинило зворотну реакцію у міністра оборони і члена фракції «Хальк» Шахнаваза Таная, який в один із днів, залишаючи кабінет президента, з обуренням сказав: «Це — змова проти мене особисто і проти халькістів». Він сховався в Міністерстві оборони й під загрозою підняти армію зажадав звільнити заарештованих генералів. Тоді Наджибулла звільнив чотирьох генералів. Однак на цьому конфлікт між міністром оборони й президентом не було вичерпано.
6 березня 1990 року Шахнаваз Танай очолив збройний заколот халькістів проти Наджибулли. Вранці цього дня він із групою офіцерів та сильною охороною прибув на аеродром Баграм, який розташовувався за 50 км на північ від Кабула. На його боці виступили 4 й 15 танкові бригади, а також підтримали 52-й полк зв'язку і 40 дивізія. Генерал особисто віддав наказ про завдання бомбоштурмових ударів Кабулом. Невдовзі за наказом президента проти путчистів було введено весь арсенал сил і засобів. Запеклі бої урядових військ із заколотниками розгорнулись в районі Міністерства оборони, Головного політичного управління армії та навколо авіабази Баграм. Блокувавши спочатку будівлі Міністерства оборони й Головного політичного управління, частини президентської гвардії потім узяли їх штурмом. Авіація, розміщена в районі Мазарі-Шарифа, яка залишилась відданою президенту, завдала авіаударів Баграмському аеродрому; дивізіоном реактивних снарядів «Ураган» по аеродрому було випущено 200 снарядів, уразивши злітно-посадкову смугу та стоянки літаків. Наджибулла згодом казав: «Я так бомбив Баграм, що від нього навіть каменю не лишилось». О 12 годині 25 хвилин 7 березня Танай разом з іншими повсталими генералами й родинами вилетів з аеродрому Баграм і приземлився в Пакистані, де він зустрівся з начальником сухопутних військ Пакистану генералом Аслам Бегом і шефом пакистанської розвідки Шамсур Рахманом Каллу, причому в зустрічі брав участь один з лідерів збройної опозиції Ґульбуддін Хекматіар. До 8 березня урядові війська взяли під контроль Баграмський аеродром.
Пластун вважає, що «виступ Ш. Н. Таная, незважаючи на весь трагізм ситуації, став знаковим моментом в житті Наджибулли. Він почав перетворюватись на все більш визнаного лідера загальнонаціонального масштабу, з яким почали пов'язувати свої надії на майбутнє все більш широкі верстви афганського народу».

#### Продовження війни. Усунення від влади
Виведення радянських військ з Афганістану почалось 15 травня 1988 року, відповідно до укладених у квітні того ж року Женевських угод про політичне врегулювання положення навколо ДРА. 15 лютого 1989 року останній радянський військовослужбовець залишив Афганістан. З виведенням радянських військ з Афганістану для державних органів та афганської армії складалась важка обстановка, оскільки кабульський режим залишився один на один проти збройної опозиції. За чотири дні після виведення радянських військ у країні було введено надзвичайний стан. З метою здійснення централізованого керівництва країною за умов надзвичайного стану указом президента була створена Вища рада оборони батьківщини (ВРОБ). Пакистанські й американські чиновники очікували на швидку перемогу моджахедів. Однак упродовж півроку ці очікування не справдились. В результаті своєчасної поставки зброї та боєприпасів з СРСР афганські збройні сили змогли відбити багаторазові наступи загонів збройної опозиції на Джелалабад, Гардез, Газні, Кандагар, Шинданд, Файзабад, Саланг. 4 травня 1990 року указом президента надзвичайний стан було скасовано.
Упродовж трьох років уряду Наджибулли вдавалось триматись при владі. Невдовзі після серпневих подій в СРСР 1991 року, міністр закордонних справ РРФСР Андрій Козирєв заявив: «В Афганістані все готове до врегулювання — заважає цьому тільки радянська підтримка „екстремістів“ на чолі з Наджибуллою». 15 листопада того ж року міністр закордонних справ СРСР Борис Панкін дав офіційну згоду на припинення військових поставок кабульському режиму. З 1 січня 1992 року Росія припинила поставки всього озброєння та боєприпасів урядовим військам та, починаючи з цього часу, ситуація в Афганістані почала помітно погіршуватись. В країні почала відчуватись гостра нестача пального й продовольства, а опозиція на цьому тлі активізувала свою агітаційну та підривну діяльність, схиляючи на свій бік військовослужбовців урядових військ. Загони моджахедів стрімко почали захоплювати одну провінцію за одною, все ближче наближаючись до Кабула.
Наджибулла втратив контроль над внутрішньополітичною ситуацією одразу після того як він оголосив про свою готовність 18 березня 1992 року піти у відставку, щоб звільнити місце для нейтрального тимчасового уряду. З метою перетнути шлях Хекматіяра та його спробам першим увійти до столиці, Наджиб перекинув з Мазарі-Шарифа в Кабул частини 53-ї узбецької дивізії генерала Дустума. 16 квітня Наджибулла за порадою та за сприяння спецпредставника генсека ООН Севана спробував утекти з Кабула на літаку ООН, але був затриманий за закликом Вакіля узбецькими ополченцями Дустума. Президент разом зі своїм братом Шапуром Ахмадзаєм, начальником його канцелярії Тухі й начальником особистої охорони Джафсаром сховались у місії ООН в Кабулі. 28 квітня загони моджахедів на чолі з Масудом без бою увійшли в Кабул, скинувши режим партії НДПА, яка правила країною 14 років.
З падінням режиму НДПА й уходом Наджибулли з політичної арени мир в Афганістані так і не настав. Громадянська війна в Афганістані розгорнулась з іще більшою жорстокістю, а країну почали роздирати збройні протистояння загонів польових командирів моджахедів. Режим Наджибулли на цьому тлі почав оцінюватись людьми як вигідніший на відміну від розбрату моджахедів й тому невипадково, що нова хвиля біженців з Кабула залишала столицю зі словами: «Нехай живе Наджибулла!»".

#### Страта
Мухаммед Наджибулла прожив останні чотири роки безвиїзно в місії ООН. 27 вересня 1996 року таліби захопили Кабул. Вони увірвались до будівлі місії ООН, де Наджибулла разом із братом перебував з моменту свого усунення від влади, й вивезли їх обох. Як повідомили співробітники ООН, Наджибуллу взяли о 1:30 ночі та вбили о 4:30. Його піддали тортурам і застрелили. Прив'язавши тіло убитого президента до джипа, таліби протягнули його на відстані 2 км до перехрестя Аріана, яке розташоване поблизу президентського палацу Арг. Вони повісили понівечене і скривавлене тіло Наджибулли та його брата Шахпура Ахмадзая за сталеву дротову петлю на укріпленому КПП поблизу воріт президентського палацу. Командир Талібану Нур Хакмал сказав, що «Ми його вбили, тому що він був убивцею нашого народу». Таліби, також знущаючись над тілом убитого президента та його брата, вставляли між їхніми пальцями, до рота, носа й кишень купюри афгані й цигарки.
Викрадення і страта без суду Наджибулли та його брата спричинили засудження з боку Генеральної Асамблеї ООН.

## Пам'ять
2008 року одна з кабульських радіостанцій провела опитування серед жителів провінції Кабул. Під час відповіді на питання: «Який з політичних режимів минулого й сьогодення ви вважаєте таким, що найбільше відповідає вашим інтересам?» 93,2 % людей обрали прорадянський режим Наджибулли. Того ж року з нагоди 12-ї річниці з моменту загибелі прибічники Наджибулли вперше зібрались вшанувати його пам'ять. На траурному мітингу голова партії «Ватан» Ширулла Джабархел заявив, що убивство Наджибулли було здійснено «ворогами афганського народу за наказом їхніх хазяїв ззовні». 2009 року було створено Громадський фонд «Доктор Наджибулла».

### Відеоматеріали
- Промова Наджибулли [Архівовано 20 грудня 2015 у Wayback Machine.]